# Xestia hoeferi
Xestia hoeferi là một loài bướm đêm trong họ Noctuidae.